# Tirepied
Tirepied ist eine Ortschaft und eine ehemalige Gemeinde mit zuletzt 818 Einwohnern (Stand 1. Januar 2016) im französischen Département Manche in der Region Normandie. Die bisher eigenständige Gemeinde wurde mit Wirkung vom 1. Januar 2019 mit La Gohannière zur Commune nouvelle Tirepied-sur-Sée fusioniert. Den ehemaligen Gemeinden wurde in der neuen Gemeinde der Status einer Commune déléguée jedoch nicht zuerkannt. Der Verwaltungssitz befindet sich im Ort Tirepied.

## Lage
Nachbarorte sind Plomb im Nordwesten, Braffais im Norden, La Chaise-Baudouin und Saint-Georges-de-Livoye im Nordosten, Vernix und La Gohannière im Südosten, Saint-Brice im Süden, Saint-Senier-sous-Avranches im Südwesten und Ponts im Westen.

## Bevölkerungsentwicklung
| Jahr      | 1962 | 1968 | 1975 | 1982 | 1990 | 1999 | 2008 | 2015 |
| --------- | ---- | ---- | ---- | ---- | ---- | ---- | ---- | ---- |
| Einwohner | 713  | 668  | 626  | 643  | 638  | 693  | 770  | 802  |

## Sehenswürdigkeiten

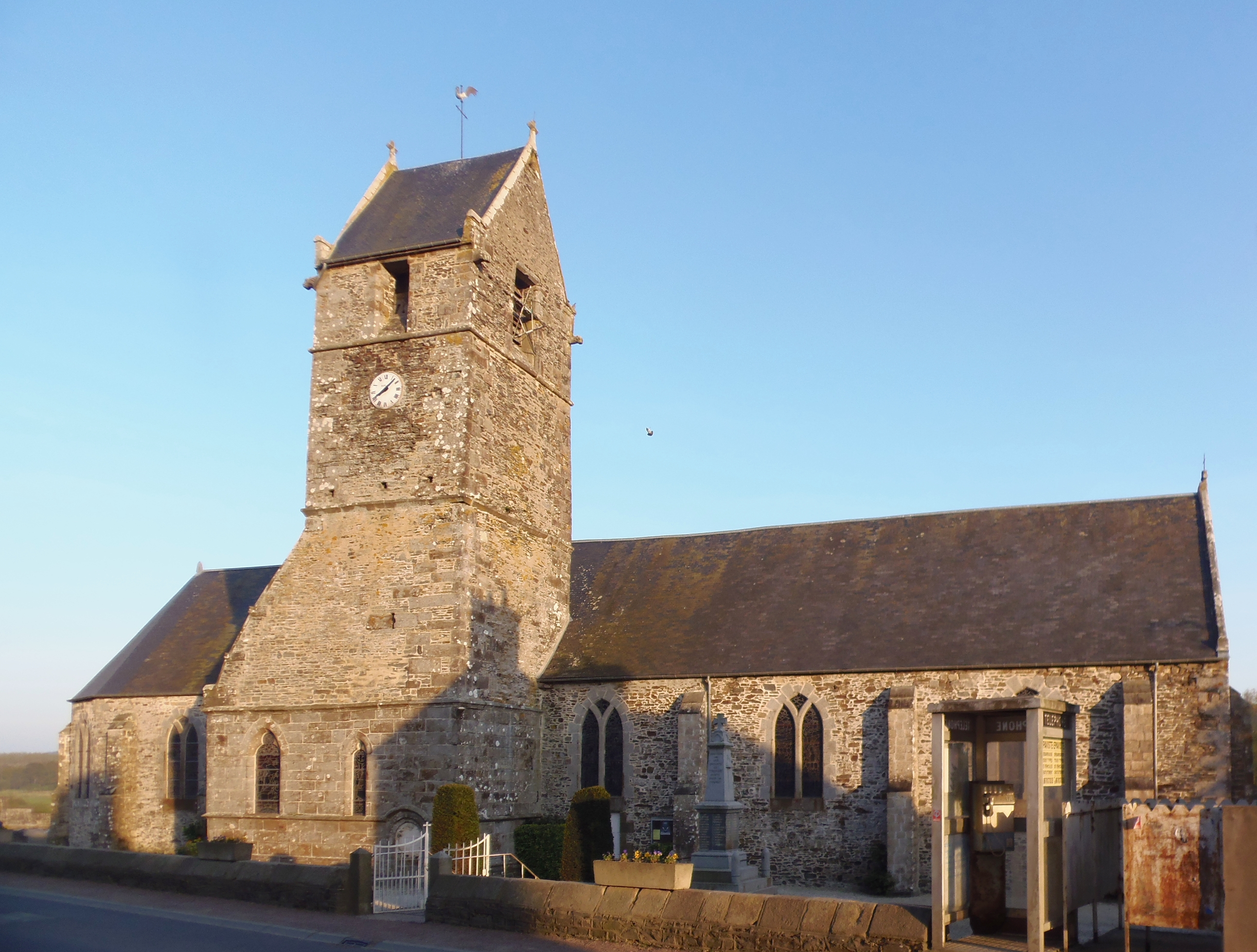
Kirche Notre-Dame
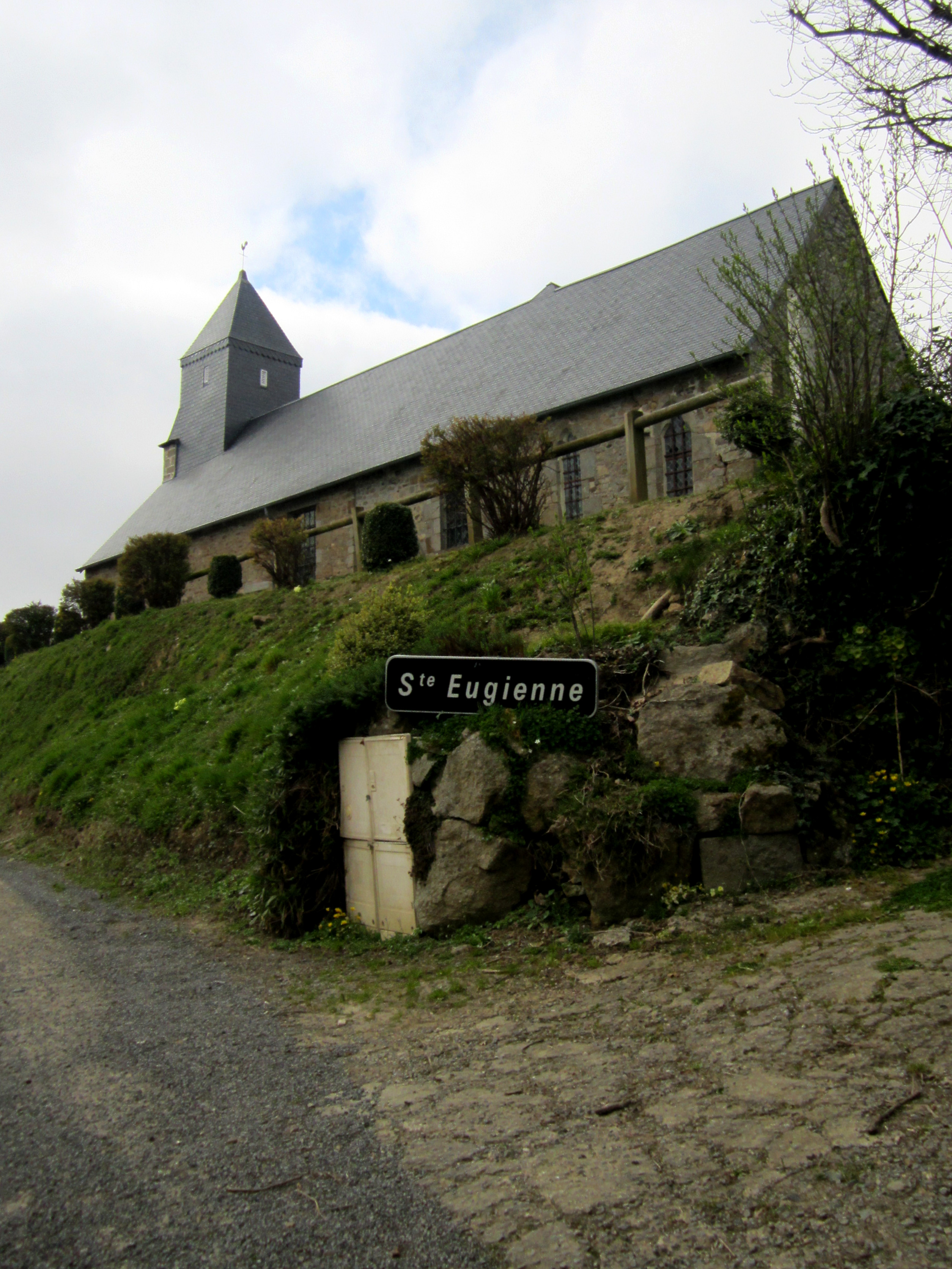
Kirche Sainte-Eugienne

- Kirche Notre-Dame
- Kirche Sainte-Eugienne